# Сірмапосі (Сірмапосинське сільське поселення)
Сірмапо́сі (рос. Сирмапоси, чув. Çырмапуç) — присілок у складі Чебоксарського району Чувашії, Росія. Входить до складу Сірмапосинського сільського поселення.
Населення — 187 осіб (2010; 161 у 2002).
Національний склад:
- чуваші — 93 %